# Imad (missile)
Pour les articles homonymes, voir Imad.
Emad (en persan : عماد) est un missile balistique sol-sol de la République islamique d’Iran, aurait une portée de 1 700 kilomètres, une précision de 500 mètres et une charge utile d’environ 750 kg.
Le ministère iranien de la Défense a testé avec succès le missile balistique à longue portée "Emad", fabriqué dans le pays. Selon Dehqan, cette nouvelle réalisation du pays persan est classée dans le cadre de la stratégie iranienne visant à développer et à compléter le pouvoir de missile de ses forces armées et le pouvoir dissuasif de la République islamique.
Le ministère de la Défense de la République islamique, a déclaré que ce missile, conçu et fabriqué entièrement par des experts de l'Organisation des industries aérospatiales iraniennes, sera bientôt produit en masse et livré aux forces armées pour "améliorer leurs capacités" et "renforcer leur capacité dissuasive" avec une arme "de haute précision".
Il a testé avec succès un nouveau missile balistique à longue portée appelé "Emad" (Sauvegarde) doté d'un système de guidage et de contrôle de vol, a déclaré l'ex-ministre de la Défense du pays asiatique, Hosein Dehgan,.